# 外村康二
外村康二（日语：／ Sotomura Kōji，1958年1月23日—），日本男子竞技体操运动员。他曾获得1984年夏季奥运会体操比赛男子团体全能铜牌。他也参加了1982年和1986年亚洲运动会。